# Vaccinium leucobotrys
Vaccinium leucobotrys är en ljungväxtart som först beskrevs av Thomas Nuttall, och fick sitt nu gällande namn av George Nicholson. Vaccinium leucobotrys ingår i Blåbärssläktet, och familjen ljungväxter. Inga underarter finns listade i Catalogue of Life.